# Rœulx
Pour la commune belge (Hainaut), voir Le Rœulx.
Rœulx [ʁø] est une commune française située dans le département du Nord, en région Hauts-de-France.

## Géographie

### Communes limitrophes
| Abscon   |          | Escaudain |
|          | Rœulx    | Lourches  |
| Mastaing | Bouchain |           |

### Hydrographie
La commune est située dans le bassin Artois-Picardie. Elle n'est drainée par aucun cours d'eau,.

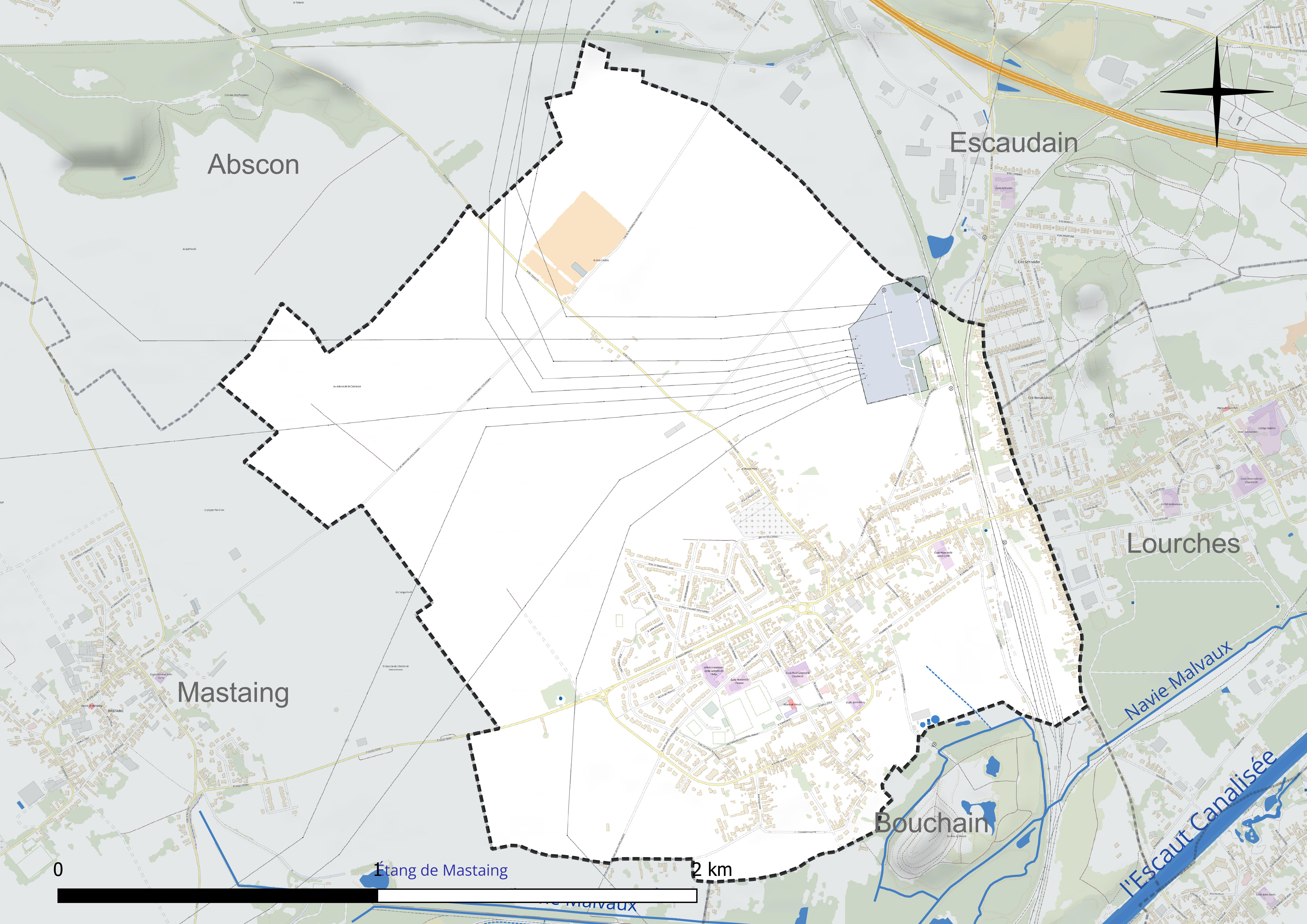
Réseau hydrographique de Rœulx.

### Climat
Pour des articles plus généraux, voir Climat des Hauts-de-France et Climat du Nord.
En 2010, le climat de la commune est de type climat océanique dégradé des plaines du Centre et du Nord, selon une étude du CNRS s'appuyant sur une série de données couvrant la période 1971-2000. En 2020, Météo-France publie une typologie des climats de la France métropolitaine dans laquelle la commune est exposée à un climat océanique et est dans la région climatique  Nord-est du bassin Parisien, caractérisée par un ensoleillement médiocre, une pluviométrie moyenne régulièrement répartie au cours de l'année et un hiver froid (3 °C). 
Pour la période 1971-2000, la température annuelle moyenne est de 10,5 °C, avec une amplitude thermique annuelle de 14,8 °C. Le cumul annuel moyen de précipitations est de 698 mm, avec 11,9 jours de précipitations en janvier et 9,3 jours en juillet. Pour la période 1991-2020, la température moyenne annuelle observée sur la station météorologique la plus proche, située sur la commune de Valenciennes à 14 km à vol d'oiseau, est de 11,0 °C et le cumul annuel moyen de précipitations est de 694,1 mm,. Pour l'avenir, les paramètres climatiques de la commune estimés pour 2050 selon différents scénarios d'émission de gaz à effet de serre sont consultables sur un site dédié publié par Météo-France en novembre 2022.

## Urbanisme

### Typologie
Au 1er janvier 2024, Rœulx est catégorisée ceinture urbaine, selon la nouvelle grille communale de densité à sept niveaux définie par l'Insee en 2022.
Elle appartient à l'unité urbaine de Valenciennes (partie française), une agglomération internationale regroupant 56  communes, dont elle est une commune de la banlieue,,. Par ailleurs la commune fait partie de l'aire d'attraction de Valenciennes (partie française), dont elle est une commune de la couronne,. Cette aire, qui regroupe 102 communes, est catégorisée dans les aires de 200 000 à moins de 700 000 habitants,.

### Occupation des sols
L'occupation des sols de la commune, telle qu'elle ressort de la base de données européenne d'occupation biophysique des sols Corine Land Cover (CLC), est marquée par l'importance des territoires agricoles (69,5 % en 2018), une proportion sensiblement équivalente à celle de 1990 (70 %). La répartition détaillée en 2018 est la suivante : 
terres arables (64,6 %), zones urbanisées (27,6 %), prairies (4,9 %), zones industrielles ou commerciales et réseaux de communication (2,7 %), mines, décharges et chantiers (0,1 %). L'évolution de l'occupation des sols de la commune et de ses infrastructures peut être observée sur les différentes représentations cartographiques du territoire : la carte de Cassini (XVIIIe siècle), la carte d'état-major (1820-1866) et les cartes ou photos aériennes de l'IGN pour la période actuelle (1950 à aujourd'hui).

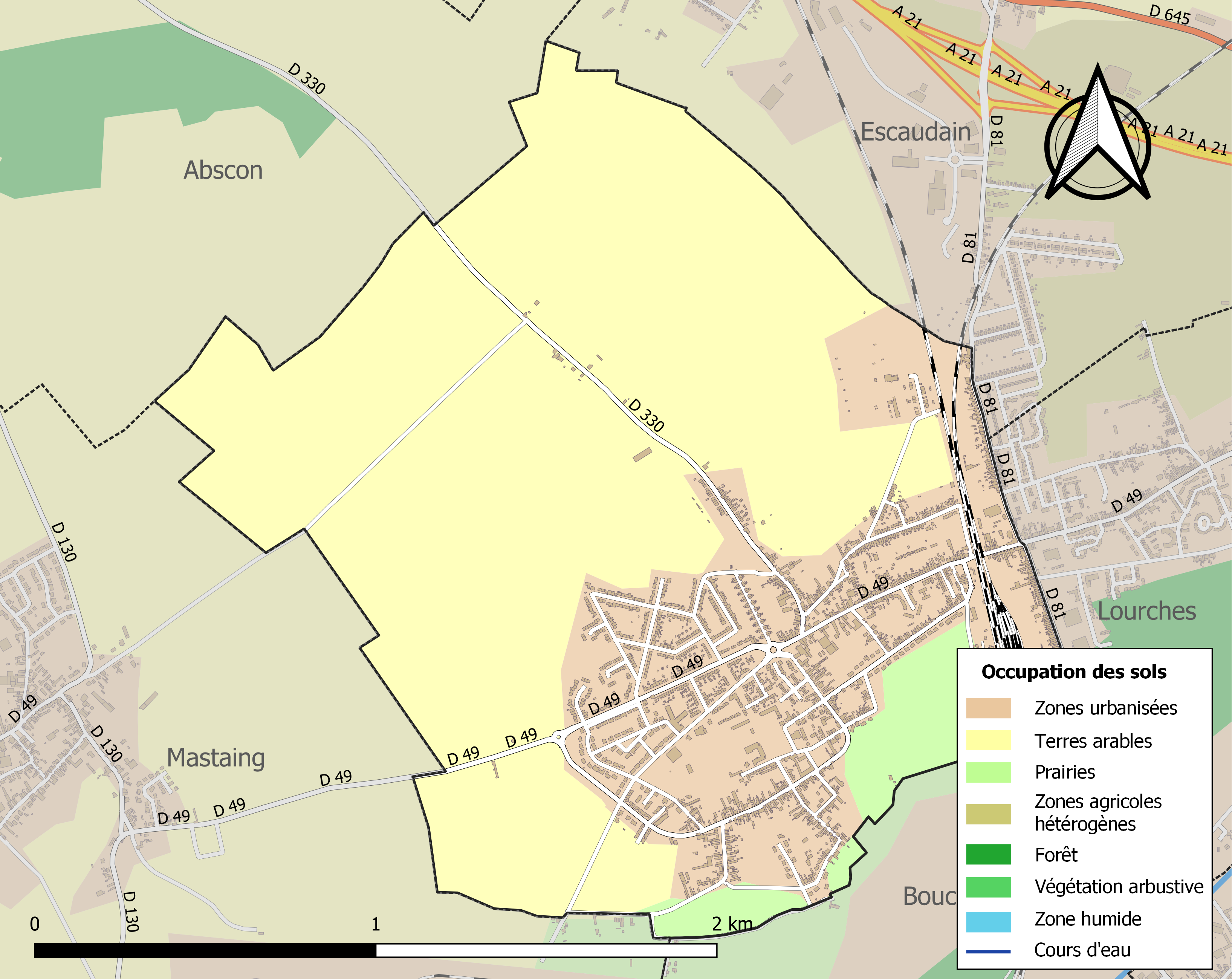
Carte des infrastructures et de l'occupation des sols de la commune en 2018 (CLC).

### Voies de communications et transports
La commune est desservie par les lignes 4, 101 et 105 du réseau Transvilles. Par ailleurs, la gare de Lourches est située sur le territoire de la commune.

## Toponymie
Ruoth (1097), Rueth (1154, 1170, 1187, 1199, 1204, 1209, 1219, 1220, 1222), Ruet (1180, 1184, 1187, 1193, 1204, 1215, 1217), Roet (1195).
Comme pour Le Rœulx, le toponyme issu de l'étymon rodium, du germanique roþa, ruda, riuti ( terme de défrichement ),

### Liste des maires

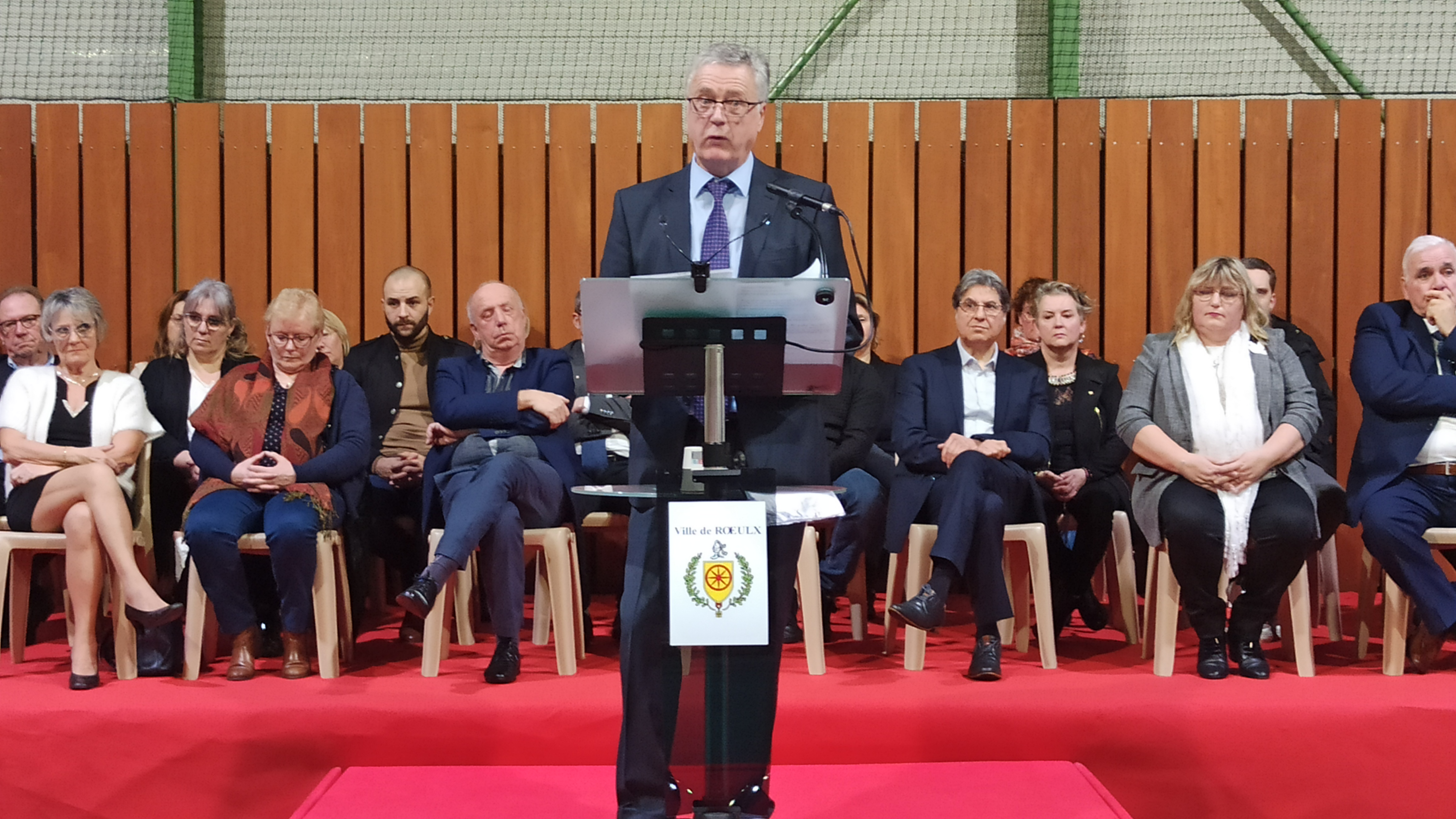
Charles Lemoine, maire de Roeulx, et le conseil municipal lors des vœux 2023.

## Héraldique
|  | Les armes de Rœulx se blasonnent ainsi : "Bandé d'or et d'azur, au franc-quartier d'argent." |

## Politique et administration

### Instances judiciaires et administratives
La commune relève du tribunal d'instance de Valenciennes, du tribunal de grande instance de Valenciennes, de la cour d'appel de Douai, du tribunal pour enfants de Valenciennes, du conseil de prud'hommes de Valenciennes, du tribunal de commerce de Valenciennes, du tribunal administratif de Lille et de la cour administrative d'appel de Douai.

## Population et société

### Démographie

#### Évolution démographique
L'évolution du nombre d'habitants est connue à travers les recensements de la population effectués dans la commune depuis 1800. Pour les communes de moins de 10 000 habitants, une enquête de recensement portant sur toute la population est réalisée tous les cinq ans, les populations de référence des années intermédiaires étant quant à elles estimées par interpolation ou extrapolation. Pour la commune, le premier recensement exhaustif entrant dans le cadre du nouveau dispositif a été réalisé en 2005.

En 2022, la commune comptait 3 767 habitants, en évolution de −1,64 % par rapport à 2016 (Nord : +0,51 %, France hors Mayotte : +2,11 %).
| 1800 | 1806 | 1821 | 1831 | 1836  | 1841  | 1846  | 1851  | 1856  |
| ---- | ---- | ---- | ---- | ----- | ----- | ----- | ----- | ----- |
| 643  | 695  | 745  | 861  | 1 109 | 1 040 | 1 081 | 1 195 | 1 309 |

| 1861  | 1866  | 1872  | 1876  | 1881  | 1886  | 1891  | 1896  | 1901  |
| ----- | ----- | ----- | ----- | ----- | ----- | ----- | ----- | ----- |
| 1 301 | 1 273 | 1 351 | 1 545 | 1 680 | 1 756 | 1 779 | 1 880 | 2 046 |

| 1906  | 1911  | 1921  | 1926  | 1931  | 1936  | 1946  | 1954  | 1962  |
| ----- | ----- | ----- | ----- | ----- | ----- | ----- | ----- | ----- |
| 2 245 | 2 605 | 2 498 | 2 802 | 2 834 | 2 740 | 2 705 | 2 816 | 3 503 |

| 1968  | 1975  | 1982  | 1990  | 1999  | 2005  | 2006  | 2010  | 2015  |
| ----- | ----- | ----- | ----- | ----- | ----- | ----- | ----- | ----- |
| 3 707 | 4 128 | 3 900 | 3 458 | 3 431 | 3 622 | 3 633 | 3 686 | 3 832 |

| 2020  | 2022  | - | - | - | - | - | - | - |
| ----- | ----- | - | - | - | - | - | - | - |
| 3 798 | 3 767 | - | - | - | - | - | - | - |

#### Pyramide des âges
La population de la commune est relativement jeune.
En 2018, le taux de personnes d'un âge inférieur à 30 ans s'élève à 39,6 %, soit au-dessus de la moyenne départementale (39,5 %). À l'inverse, le taux de personnes d'âge supérieur à 60 ans est de 23,6 % la même année, alors qu'il est de 22,5 % au niveau départemental.
En 2018, la commune comptait 1 871 hommes pour 1 946 femmes, soit un taux de 50,98 % de femmes, légèrement inférieur au taux départemental (51,77 %).
Les pyramides des âges de la commune et du département s'établissent comme suit.
| Hommes | Classe d’âge | Femmes |
| ------ | ------------ | ------ |
| 0,2    | 90 ou +      | 1,1    |
| 5,2    | 75-89 ans    | 8,7    |
| 14,4   | 60-74 ans    | 17,6   |
| 19,9   | 45-59 ans    | 17,8   |
| 17,5   | 30-44 ans    | 18,5   |
| 20,0   | 15-29 ans    | 17,2   |
| 22,8   | 0-14 ans     | 19,2   |

| Hommes | Classe d’âge | Femmes |
| ------ | ------------ | ------ |
| 0,5    | 90 ou +      | 1,4    |
| 5,3    | 75-89 ans    | 8,1    |
| 14,8   | 60-74 ans    | 16,2   |
| 19,1   | 45-59 ans    | 18,4   |
| 19,5   | 30-44 ans    | 18,7   |
| 20,7   | 15-29 ans    | 19,1   |
| 20,2   | 0-14 ans     | 18     |

## Lieux et monuments
- Gare de Lourches, située sur le territoire de Rœulx (rue de la gare) mais dénommée ainsi par la SNCF pour éviter toute confusion avec Roeux assez proche dans le Pas-de-Calais et avec Le Rœulx également dans le Hainaut mais côté belge.
- Hôtel de ville de Rœulx, Place Gilbert Henry, construit en 1958, remplace une ancienne mairie
- Chapelle Notre-Dame-de-Grâce, rue Ghesquière, construite en 1852[24]
- Église Saint Rémi, place Gilbert-Henry, construite entre 1958 et 1961 selon les plans de José Hentgès qui a dessiné les bâtiments de la place. Elle comporte un chemin de croix du R.P. Gossens, moine à l'abbaye Saint-Paul de Wisques, un tabernacle et un chandelier du ferronnier Caille. L'édifice initial détruit pendant la guerre datait du XVIIIe siècle[25]

## Personnalités liées à la commune
- Catherine de Roet passa en Angleterre à la suite de Philippa de Hainaut et devint duchesse de Lancastre[26]. Catherine de Roet n'est pas originaire de Rœulx, commune du département du Nord (France) mais du Rœulx (Le Rœulx), commune de la province de Hainaut (Belgique).
- Félix-Gaspard Thieffries de Beauvois, comte du Saint-empire, chevalier de Saint-Louis, mort en 1848[26].

## Pour approfondir